# Csecsei csata
A csecsei (zhizhi) csata Csecse (Zhizhi) (郅支) városánál folyt az i. e. 36. évben, a Han uralkodócsalád és Csecse csanjü (Zhizhi shanyu), az északi hsziungnuk uralkodójának serege között.
A Kan Jensou (Gan Yanshou) és Csen Tang (Chen Tang) vezette kínai sereg sikerrel vívta meg e csatát. Az ostromra, illetve ütközetre az említett városnál, a Talasz folyó völgyében, a mai Taraz mellett került sor.
Az erődöt Csecse csanjü (Zhizhi shanyu) az i. e. 44. évben építtette, amikor seregével keletről menekülve elérte Kangcsü (Kangju) országát, azaz a kangarok birodalmát. Az i. e. 49. évben Csecse (Zhizhi) – mintegy 3000 főt számláló seregével – elhagyta a mai Mongólia területét, a hunok fejedelmének szálláshelyét, a kínaiakkal folytatott harc kilátástalansága miatt. Testvére, Huhanje (Huhanye) ugyanis, az i. e. 53. évben, híveivel együtt a kínaiak hűbéres szövetségese lett.
Csecse (Zhizhi) a kangarok uralkodójával kötött szövetséget. A szövetségesek több alkalommal megtámadták és kifosztották Kína csatlósát, a Vuszun (Wusun) királyságot.
A kínaiak végül hadjáratot indítottak az északi hsziungnuk ellen. Csecsét (Zhizhit) a harcok során megölték. Tu Hszün (Du Xun) tábornok a hsziungnu uralkodó fejét levágta, majd elküldte Csankan (Changan)ba.

## Következmények
Csecse csanjü (Zhizhi shanyu) halála után nagyjából egy évszázadig tartó béke következett kínaiak és hsziungnuk között. A csatározások az i. sz. 10. év után újultak ki, amikor Vang Mang (Wang Mang) büntető hadjáratot vezetett a hsziungnuk ellen.